# Wyżnia Wołoszyńska Przełęcz
Wyżnia Wołoszyńska Przełęcz (niem. 'Oberer Walachensattel, słow. Vyšné vološínska štrbina, węg. Felsõ-Woľoszyn-nyereg), dawniej Szyja Wielbłąda (2061 m) – przełęcz w Tatrach Wysokich, położona w grzbiecie Wołoszyna, oddzielającym Dolinę Waksmundzką od Doliny Roztoki.
Przełęcz jest drugą od zachodu w masywie Wołoszyna i oddziela od siebie najwyższy wierzchołek grzbietu, Wielki Wołoszyn (od strony południowo-zachodniej), oraz Pośredni Wołoszyn (od strony północno-wschodniej). Z przełęczy opada do Doliny Roztoki żleb Koryto, jego wylot znajduje się w pobliżu polany Nowa Roztoka. Od strony Doliny Waksmundzkiej zbocza przełęczy opadają do Zadniej Waksmundzkiej Równicy.
Przez masyw Wołoszyna przeprowadzona została na początku XX wieku przez ks. Walentego Gadowskiego trasa Orlej Perci. Odcinek od Polany pod Wołoszynem do Krzyżnego od wielu lat jest jednak zamknięty, cały masyw Wołoszyna został natomiast objęty ścisłą ochroną i wyłączony z ruchu turystycznego i taternickiego.
Dawna nazwa przełęczy (Szyja Wielbłąda), jak i inne okoliczne nazwy, została nadana przez księdza Gadowskiego, któremu wygląd masywu Wołoszyna kojarzył się z wielbłądem o dwóch garbach.

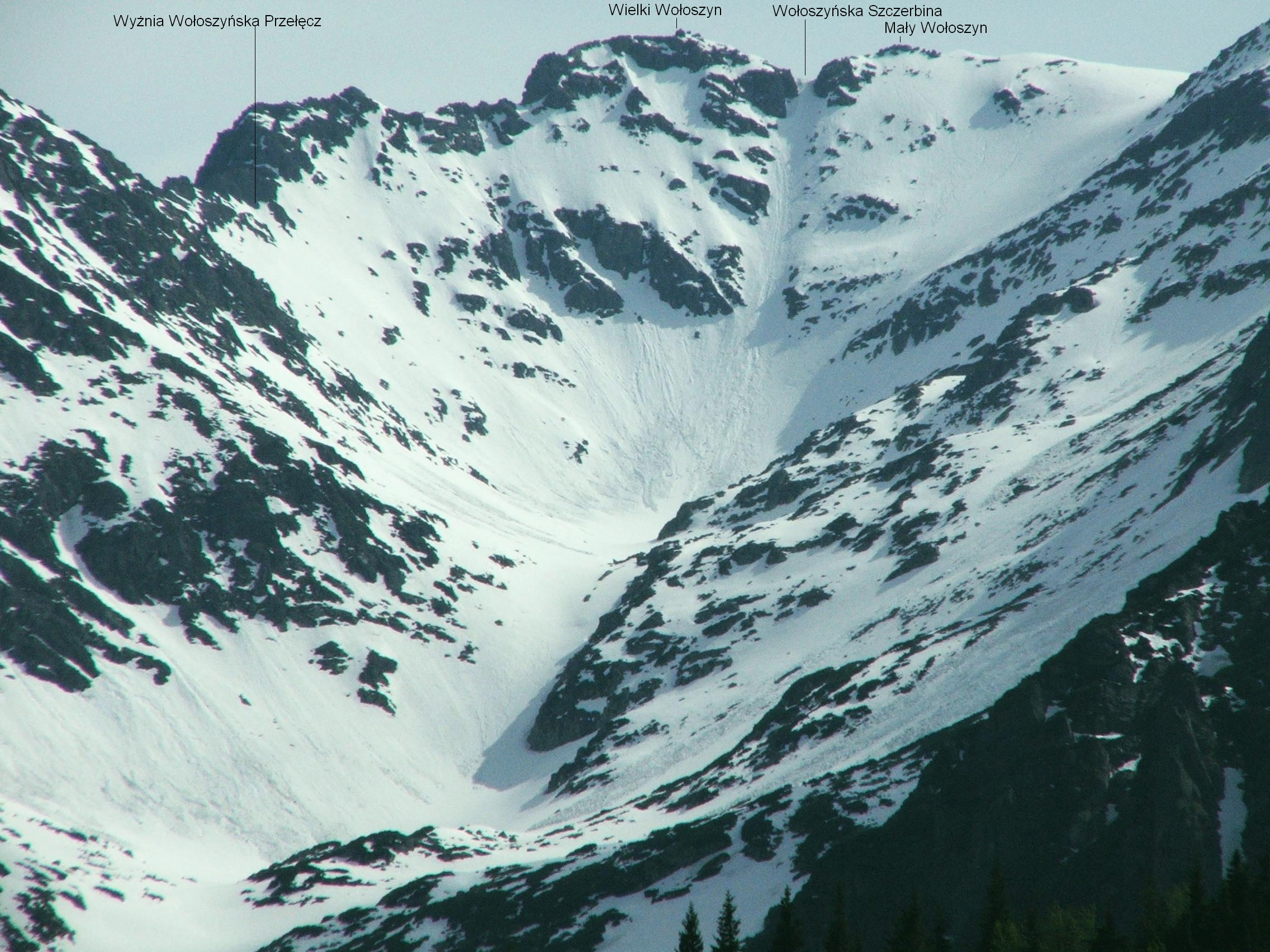
Widok z Gęsiej Szyi